# 六人-泰坦尼克上的中国幸存者
《六人-泰坦尼克上的中国幸存者》是一部描述鐵達尼號華工乘客的中国大陸纪录片，导演编剧均是罗飞（Arthur Jones），由詹姆斯·卡梅隆和罗彤监制，主演施万克（Steven Schwankert）及方國民（Tom K. Fong；華人倖存乘客方榮山之子）。该片由罗家文化艺术交流有限公司制作。
本片上映之時，處於因為新型冠狀病毒病，美国针对亚裔的种族仇视事件遽增之際。方國民希望这部纪录片能改正当年的谬论，纪录片团队希望通过挖掘这段海外华工不为人知的历史，为泰坦尼克号上的华人幸存者正名，以此唤起当今世人的思考。

## 背景
1912年4月10日，8名中国人，、Choong Foo、Lee Ling、和Len Lam在英国南安普敦港以锅炉工人身份登上泰坦尼克号，之后他们的雇主给他们买了一张可供8个人使用，票价为59英镑9先令11便士，编号为1601的三等艙船票让他们去美国纽约的货轮上工作。4月14日凌晨，泰坦尼克号撞上冰山，其中5个人跳入海中逃生后遇到另一救生艇被人救起，而26岁的方榮山（Wing Sun Fong，又名方森，登船姓名登記為）被14号救生船救起，当时救生船上的长官以为他是一名日本人，并且不考虑救他，但之后这名中国人的举动赢得了其他乘客的尊重。其中一名二等舱幸存者卡罗林·哥烈（Charlotte Collyer）这样描述他：
|                     | One of the sailors near to him was so tired that he could hardly pull his oar. The Japanese bustled over, pushed him from his seat, took the oar and worked like a hero until we were finally picked up. 他身旁的一个水手当时累到快划不动桨了。那个日本人就主动把水手推开，拿起桨就划起来，像个英雄一般，直到我们被大船救起。 |
| ——Charlotte Collyer | |

但这幸存的6个人之后被美国當局流放到紐約港中的埃利斯岛上，之后乘坐“Annetta”号轮船前往古巴，自此便在历史中消失了。方榮山在1955年入籍美国，1986年去世；林亞（Ali Lam）在1920年遣送回香港；林熙（Ling Hee）在1920年于印度加尔各答失联；李炳（Lee Bing）后移民加拿大，大概1943年加爾特市去世；因重名太多，无法确定，不识字而不知所蹤；钟捷（Change Chip）在1914年因肺炎死于英国伦敦；和上船前与方某认识，均在冰冷的海水中遇难，其中一人葬于加拿大美景镇。

## 媒體抹黑
在泰坦尼克号沉没中幸存的六名中国幸存者，在获救后被美国根据《排华法案》驱逐出境。他们的逃生被西方媒体抹黑為佔用救生艇座位，其中《布鲁克林鹰报》在1912年4月19日的一篇报道中称：
|                    | No one could tell where the Chinese came from, not how they got in the boats, but there they were. 没人能说清这些中国人从哪里冒出来的，也不知道他们是怎么上了救生船的，但他们却好好地坐在里面。 |
| ——《布鲁克林鹰报》 | |

这个纪录片根据他们亲人、后代與倖存者的目擊叙述，还原这一历史真相。

## 创作動機
旅居中國的美国海事学家史蒂文·施万克（Steven Schwankert）在研究英国水手历史时，发现了这8名华人的故事，随后他把这个发现告诉了同樣旅居中國的英国导演，也就是这个记录片的导演罗飞，之后他和罗飞等人筹备拍摄此纪录片，摄制组走遍了芝加哥、威斯康辛州、多伦多、伦敦、香港和台山等地訪問目擊者與家人。在威斯康辛州，遇到方榮山的兒子方國民，在台山則遇到了方榮山的外甥孫朱红品。朱红品对记者说：
|          | （幸存者）方森是我奶奶的哥哥，他还有一个弟弟。20世纪五六十年代，奶奶和大舅公还经常有书信往来，在信中，大舅公说了自己当年在海上如何逃生的事情。 |
| ——朱红品 | |

据朱红品介绍，方榮山是台山下川岛水洋村人。迫于生计，1910年前后在马来西亚出海从事体力劳动，后来在英国白星航运公司工作。在之后的1912年，被派到泰坦尼克号工作。

## 获奖记录
- 2017年该片获得法国阳光纪录片电影节最佳亚洲项目奖[10]。